# George Dromgoole
George Coke Dromgoole, född 15 maj 1797 i Lawrenceville i Virginia, död 27 april 1847 i Brunswick County i Virginia, var en amerikansk politiker (demokrat). Han var ledamot av USA:s representanthus 1835–1841 och på nytt från 1843 fram till sin död.
Dromgoole föddes som son till metodistprästen Edward Dromgoole. Fadern, som hade utvandrat till USA från Irland, var född i Sligo i en katolsk familj och hade konverterat till metodismen. Även två av Dromgooles bröder blev metodistpräster.
Dromgoole tillträdde 1835 som ledamot av USA:s representanthus efter att ha besegrat James Gholson som var whig och sittande kongressledamot. Två år tidigare hade Dromgoole förlorat mot Gholson.
Som resultat av en politisk diskussion utkämpade Dromgoole den 6 november 1837 en duell med Daniel Dugger som var hotellägare i Lawrenceville. Duellen tog plats på Thomas Goode Tuckers plantage i Northampton County i North Carolina och som resultat sårades Dugger dödligt. Enligt historikern Stephen B. Weeks försörjde en ångerfull Dromgoole änkan och bekostade utbildningen av Duggers två söner vid University of North Carolina där han själv hade studerat.
Brorsonen Peter Pelham Dromgoole som också studerade vid University of North Carolina hade 1833 mystiskt försvunnit. Att farbrodern sedan fyra år senare dödade en man i en duell bidrog till en myt om att Peter Pelham Dromgoole skulle ha dödats i en duell. Den fiktiva duellen som sades ha utkämpats på grund av romantisk rivalitet blev en del av universitetes mytbildning och inspirerade litterära verk i årtionden efter amerikanska inbördeskriget samt grundandet år 1889 av ett hemligt chevalereskt sällskap, Order of the Gimghoul.
Dromgoole gravsattes på en familjekyrkogård. En kenotaf restes på Congressional Cemetery. Dromgoole led av alkoholism.